# اسپاتیسوود ایتکن
اسپاتیسوود ایتکن (انگلیسی: Spottiswoode Aitken؛ ۱۶ آوریل ۱۸۶۸ – ۲۶ فوریهٔ ۱۹۳۳) بازیگر اهل اسکاتلند بود. از فیلم‌هایی که وی در آن نقش داشته است می‌توان به چه اهمیتی داره؟، تعصب، تولد یک ملت، قتل شبه عمد، نبرد، خانه، خانه عزیز، ایگل، دام و مکبث اشاره کرد.